# Acide borique
L'acide borique, aussi appelé acide boracique ou acide orthoborique, est un composé chimique de formule brute H3BO3 ou structurelle B(OH)3, nommé autrefois sassoline en Italie centrale, où il jaillit à l'état naturel dans les fumerolles brûlantes et se dépose avec les autres vapeurs condensées dans les lagoni de Toscane. Ce solide blanc, parfois légèrement coloré, cristallise dans un réseau triclinique. Il se présente sous forme d'un solide cristallisé en paillettes nacrées.
Assez peu soluble dans l'eau, c'est un acide faible. Il est souvent employé comme antiseptique bien que toxique, insecticide, absorbeur de neutrons dans les centrales nucléaires pour contrôler le taux de fission de l'uranium, et comme précurseur d'autres composés chimiques. Cet acide de Lewis tire son nom de l'un de ses composants, le bore, sa formule brute est H3BO3 ou en respectant mieux la structure à liaisons covalentes B(OH)3.
L'acide borique moléculaire peut provenir de la simple décomposition du minéral naturel nommée sassolite qui, décrit par sa formule B(OH)3, n'est qu'un assemblage de plans d'acide borique stabilisés par des liaisons hydrogène. Il existe sous forme de cristaux incolores ou de poudre blanche se dissolvant dans l'eau.

## Fabrication
L'acide borique est produit principalement à partir de minerai de borate par sa réaction avec l’acide sulfurique. La plus grande source de borates dans le monde est une mine à ciel ouvert située à Boron.
L'acide borique a été produit pour la première fois par Wilhelm Homberg (1652-1715) à partir du borax, sous l'action d’acides minéraux, et a reçu le nom de « sal sedativum Hombergi ».

## Dans la nature
L'acide libre est présent sous forme native ou régénérée dans certaines zones possédant des batholithes granitiques proches de la surface telles que la Toscane, les îles Lipari et au Nevada, ses effluents sont mélangés à la vapeur issue des fissures de la croûte terrestre. En Toscane, on récupère l'acide borique dans des jets de vapeur d'eau surchauffée (100 à 215 °C) d'origine volcanique, exploités comme source d'énergie ; la vapeur, hydrolysant des borates dans les profondeurs du sol de cette région, contient en effet de l'acide borique et divers sels minéraux. Celle qui s'échappe librement des fissures du sol (soffioni) est simplement condensée dans des bassins (lagoni).
La présence de l'acide borique ou de ses sels a été décelée dans l’eau de mer, et existerait également dans les végétaux et plus particulièrement dans presque tous les fruits où il pourrait jouer un certain rôle d'insecticide naturel.
L'acide borique est le produit de dégradation ultime (souvent à l'aide d'un acide fort) de nombreux borates : borax, boracite, boronatrocalcite, colemanite, borocalcite, ascharite, kaliborite, kernite, kurnakovite, pinnaïte, pandermite, tunellite, larderellite, probertite, inderite, hydroboracite, etc., mais aussi howlite et bakérite, en plus des minéraux qui peuvent contenir l'acide borique en partie comme la harkérite ou la sassolite.

## Structure moléculaire et cristalline

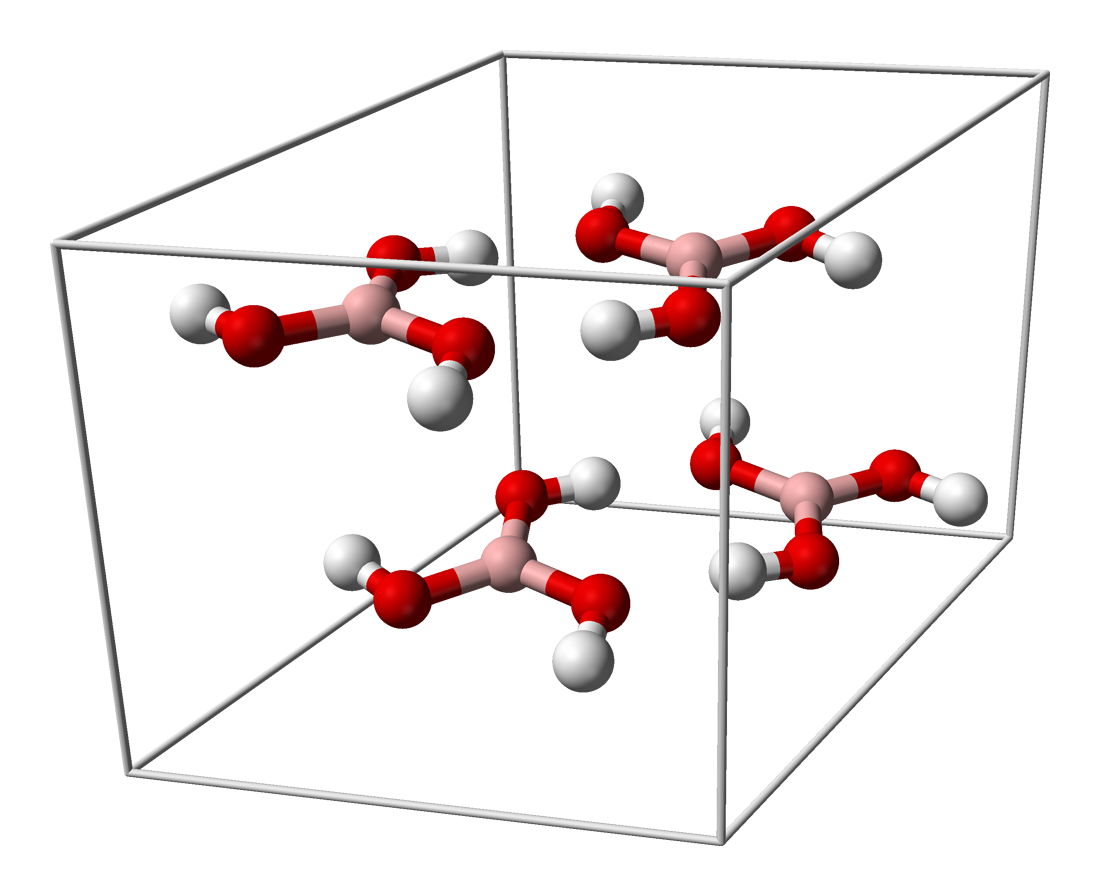
Disposition spatiale de molécules (hélicoïdales) d'acide borique dans son cristal artificiel ou dans la sassolite naturelle.

Les trois atomes d'oxygène forment une géométrie plane trigonale autour du bore. La longueur de la liaison B-O est de 136 pm et celle de la liaison O-H est de 97 pm. Le groupe ponctuel moléculaire est C3h.
Deux formes cristallines de l'acide orthoborique sont connues : triclinique de groupe d'espace P1 et trigonale de groupe d'espace P32. La première est la plus commune ; la seconde, qui est un peu plus stable thermodynamiquement, peut être obtenue avec une méthode de préparation particulière.
La forme triclinique de l'acide borique est constituée de molécules B(OH)3 maintenues ensemble par des liaisons hydrogène avec une séparation O...O de 272 pm. La distance entre deux couches adjacentes est de 318 pm. Alors que les couches de la phase triclinique sont presque trigonales avec γ = 119.76°, a = 701.87 pm et b = 703.5 pm (comparé à a = 704.53(4) pm pour la forme trigonale), l'empilement des couches est légèrement décalé dans la phase triclinique, avec α = 92.49° et β = 101.46°. La phase triclinique a c = 634.72 pm et la phase trigonale a a = 956.08(7) pm,.

## Propriétés
Dilué dans l'eau, l'acide borique, acide très faible, se nomme l'eau borée.

### Solubilité
L'acide borique est assez faiblement soluble dans l'eau froide.
| Masse dissoute (g) pour 100 g d'eau | Température |
| ----------------------------------- | ----------- |
| 2,66                                | 0 °C        |
| 3,57                                | 10 °C       |
| 5,04                                | 20 °C       |
| 6,6                                 | 30 °C       |
| 8,72                                | 40 °C       |
| 11,54                               | 50 °C       |
| 14,81                               | 60 °C       |
| 16,73                               | 70 °C       |
| 23,75                               | 80 °C       |
| 30,38                               | 90 °C       |
| 40,25                               | 100 °C      |

L'acide borique est beaucoup plus soluble dans l’eau chaude et surtout dans l'eau bouillante. Dans l'eau à température ordinaire il se dissout à la condition d'être finement divisé jusqu'à une teneur en bore proche de 4 000 ppm où un début de cristallisation est observé.
L'acide borique est soluble dans le glycérol (glycérine), soit 22,2 g pour 100 g de solvant à 20 °C et 28 g à 25 °C. Il est soluble aussi dans le méthanol, soit 20,2 g pour 100 g à 25 °C. Il l'est nettement moins dans l'éthanol (5,5 g pour 100 g à 25 °C), dans l'éther éthylique (0,24 g pour 100 g à 25 °C). Il est insoluble dans l'acétone.

### Chimie
L'acide (ortho)borique est fabriqué à partir de (méta)borates en chaîne ou cyclique, en particulier de borax. Ce sont en fait des réactions de dégradation avec l'acide chlorhydrique et l'acide sulfurique qui génèrent l'acide borique.
L'acide borique est aussi le produit de l'hydratation du sesquioxyde de bore, acide monobasique faible soit :
B2O3 solide en poudre + 3 H2O → 2 B(OH)3 aq

#### Propriété acide-base
L'acide borique est un acide de Lewis, il accepte les électrons des ions hydroxyles, en conséquence il capte ces derniers en formant des structures ioniques : tétraèdre, structure géométrique pentacoordinée ou bipyramide, structure hexacoordinée, etc.
Ainsi l'acide borique ne se dissocie pas en solution aqueuse, mais son activité acide est due à son interaction avec les molécules d’eau :
B(OH)3 + H2O ⇌ B(OH)4−+ H+
Ka = 5,8 × 10−10 mol/L ; pKa = 9,14.
Des anions polyborates se forment lentement à pH 7,10 si la concentration en bore est au-dessus de 0,025 mol/L. Le plus connu de ces derniers est l'ion tétraborate, à structure cyclique, trouvé dans le borax minéral :
4 B(OH)4− + 2 H+ → B4O72− + 9 H2O
En résumé, l'acide borique est essentiellement un acide faible monobasique. Il est possible d'écrire, avec la convention gommant une molécule d'eau H2O soit H2BO3− aqueux pour l'ion tétrahydroxyborate B(OH)4−, les équilibres acido-basiques :
H3BO3 aqueux  ⇌ H+aqueux + H2BO3−aqueux
H2BO3−aqueux ⇌ H2O + BO2−aqueux
L'acide borique peut être dosé en étalon par une solution de soude, suivant la réaction produisant le métaborate de sodium, sel de sodium de l'acide métaborique :
H3BO3 aqueux + NaOHaqueux → NaBO2 aqueux + 2 H2O
Ce dosage peut être amélioré en ajoutant à la solution d'acide borique des composés organiques polyhydroxylés (contenant des groupements diols voisins), du type glycérol, mannitol, sucres divers, etc., qui augmentent significativement la force de l'acide borique et permettent en pratique de connaître avec une meilleure précision la fin du dosage.

#### Chimie à la température d'ébullition de l'eau et au-delà
Portée et maintenue à ébullition à 100 °C, la solution aqueuse d'acide borique donne un dépôt d'acide métaborique, ici écrit avec une formule équivalente simplifiée :
B(OH)3 aq à ébullition → HBO2 + H2Ogaz
Par chauffage au rouge, l'acide métaborique se transforme en sesquioxyde de bore, en perdant l'équivalent d'une molécule d'eau.
2 HBO2 solide chauffé au rouge → B2O3 solide + H2Ogaz
Les sels de l'acide borique sont complexes.
Du fait d'une transformation de structure par une transition progressive initié entre 169 °C et 171 °C et généralement terminée vers 185 °C, l'acide borique solide sec se déshydrate, formant l’acide métaborique HBO2. L'acide métaborique est un cristal cubique, blanc et légèrement soluble dans l'eau. Il fond à environ 236 °C et une fois chauffé au-dessus de 300 °C, il se déshydrate en formant l'acide tétraborique ou l’acide pyroborique, H2B4O7. Le terme d’acide borique peut se rapporter à l’un ou l’autre de ces composés. À une température légèrement plus élevée, il se forme du sesquioxyde de bore.

## Toxicité, écotoxicité
- Autrefois souvent présenté comme guère plus toxique que le sel de table (sur la base de la dose létale 50 estimée à 2 660 mg·kg-1 de masse corporelle) pour l'homme, il a une activité fongicide et insecticide qui laisse penser qu'il ne serait pas neutre pour l'environnement en cas de pollution importante.
- Toxique pour l'homme (selon l'INRS par exemple) par voie digestive ou par inhalation. L'ANSM et les centres de pharmacovigilance ont mis en garde sur le caractère reprotoxique ainsi que sur la toxicité aiguë[17]. Certains groupes ethniques l'utilisent comme additif alimentaire pour l'homme ou l'animal domestique, mais au Canada, l'ACIA demande aux éleveurs et restaurateurs de ne pas l'utiliser en raison d'un « risque inacceptable pour la santé du consommateur » (à cause de mortalités d'adultes ou bébés)[18]. En France dans les officines l'utilisation d'acide borique nécessite de travailler sous une hotte avec gants, lunettes et masque.
- À forte concentration, il est irritant pour les yeux, la peau et les voies respiratoires - en cas d'exposition, même courte - et il peut avoir des effets sur les reins en cas d'exposition prolongée ou d'expositions répétées.

On connaît mal sa toxicité environnementale, sauf pour les insectes contre lesquels il est utilisé comme insecticide autorisé pour certains usages dans certains pays. Les insectes se contaminent en se nettoyant après un contact avec ce produit. Il agit sur leur estomac, conduisant à la mort de l'insecte en une dizaine de jours. Son efficacité persiste plusieurs années dans les endroits secs.
- Il est classé reprotoxique 2 (CMR) par la Communauté européenne. Son emploi est désormais règlementé.

## Utilisations

### En agriculture
L'acide borique et ses sels sont utilisés comme fertilisants en agriculture conventionnelle et biologique. La carence en bore est la carence en oligoéléments la plus répandue dans le monde et occasionne des pertes de rendement importantes chez les plantes cultivées et les arbres fruitiers.

### En médecine et biologie

#### Antiseptique
Il peut être utilisé comme antiseptique pour les brûlures ou les coupures et est parfois employé dans les pommades et les onguents ou est utilisé dans une solution très diluée comme bain oculaire (eau boriquée). Comme composé anti-bactérien, l'acide borique peut également être prescrit comme traitement de l’acné. On l'utilise encore comme antiseptique pour l'oreille en plongée scaphandre, à raison d'une goutte d'alcool boriqué à 2 % par oreille.[réf. nécessaire] Le borate de sodium, un antiseptique doux, associé à d’autres composants appropriés peut également être proposé en usage externe pour des maladies des yeux, telle que la sécheresse oculaire.

#### Antimycosique
Il est également employé en prévention du pied d'athlète, en insérant la poudre dans les chaussettes ou les bas.

#### Insecticide
L'acide borique est également souvent utilisé comme insecticide relativement peu toxique, pour l’extermination des cancrelats, termites, fourmis, puces, et beaucoup d'autres insectes. Il peut être employé directement sous la forme de poudre pour les puces et les cancrelats, ou être mélangé avec du sucre ou de la gelée pour les fourmis. C'est également un composant de beaucoup d’insecticides du commerce. Dans cette utilisation, particulièrement dans le cas des cancrelats, l'acide borique sous forme de poudre est appliqué dans les zones fréquentées par les insectes. Les fines particules s'accrochent aux pattes des insectes et causent par la suite des brûlures chimiques mortelles. L'acide borique est commercialisé pour cet usage dans des quartiers résidentiels  dans des zones urbaines infestées par les cancrelats.

### Au laboratoire

#### Solution tampon
Le borate de lithium est le sel de lithium de l'acide borique employé en laboratoire comme solution tampon pour le gel couramment employé dans les tampons d'électrophorèse des acides nucléiques (tels que les tampons TBE, SB et LB). Il peut être utilisé pour l’électrophorèse de l'ADN et de l'ARN, en gel de polyacrylamide et en gel d'agarose.

#### Agent fondant (flux)
L'acide borique et les borates servent d'agent fondant (flux), notamment pour permettre la dissolution d'échantillons en phase fondue avant analyse, ou pour la préparation de pastilles destinées à l'analyse par spectrométrie de fluorescence des rayons X (XRF). Le bore étant un élément léger, il n'interfère pas avec les autres éléments dans les analyses XRF.

### Dans l'industrie nucléaire
Le bore a une capacité élevée d'absorption des neutrons, mais avec l'inconvénient, au-delà d'un certain seuil, d'augmenter le risque de radiolyse de l'eau.
- En tant qu'absorbeur de neutrons, il est ajouté en solution sous forme d'acide borique à l'eau du circuit primaire qui traverse le réacteur des centrales nucléaires, afin absorber les neutrons excédentaires, pour éviter tout emballement de réaction (les réactions de fission en chaîne sont essentiellement déterminées par la quantité de neutrons en présence ; neutrons issus des fissions précédentes). La maîtrise précise du taux d'acide borique dans l'eau du circuit primaire est le principal moyen pour contrôler la réactivité de base du réacteur en cours de cycle. L'acide borique est ajouté en début de cycle lorsque le réacteur (re)démarre avec du nouveau combustible (capable de produire davantage de fissions) et progressivement retiré du circuit primaire au fur et à mesure que le combustible s'épuise en matière fissile.
- Pour la même raison et sous la même forme, il est présent dans les piscines de stockage contenant les assemblages de combustible nucléaire usagé, avec une concentration devant être suffisante pour maintenir la piscine en sous-criticité.
- L'acide borique a aussi été utilisé lors de l'accident nucléaire de Tchernobyl (26 avril 1986). 40 tonnes furent larguées par hélicoptère lors des 11 premiers jours suivant la catastrophe, sur le brasier pour limiter la dispersion des radiations.
- Le bore ne doit cependant pas être présent en quantité excessive, car au-delà d'un certain seuil qui varie selon la température, la pression, la composition chimique et la radioactivité de l'eau, il exacerbe la radiolyse de l'eau[21] (même quand cette radiolyse est inhibée par addition d'hydrogène, sachant que cette inhibition est très sensible à la concentration en hydrogène mais aussi à la température de l'eau, à la nature du rayonnement et à la présence éventuelle d'impuretés chimiques par exemple issues de la corrosion qui peut elle-même être exacerbée par la radiolyse[21]).

« Une très faible modification de l'un de ces paramètres lorsqu'on est proche du seuil peut faire brutalement basculer la radiolyse de l'eau ».
L'acide borique est classiquement utilisé[pas clair], mais au-dessus d'une certaine concentration (seuil variant selon divers paramètres dont température et pression) la décomposition de l'eau est brutalement accentuée,
« avec formation d'hydrogène, d'oxygène et d'eau oxygénée. Ce phénomène brutal est dû à l'empoisonnement de la réaction en chaîne recombinant H2 et H2O2. Dans certains cas, on observe un phénomène de saturation : lorsque les concentrations de O2 et H2O2 augmentent trop, la réaction en chaîne s'arrête. Cette saturation fut confirmée par des simulations sur ordinateur »,.

### Autres
Les borates et l'acide borique ont été employés :
- depuis la période de la Grèce antique pour le nettoyage, la conservation des aliments et d'autres activités ;
- dans l'industrie du bijou et de la soudure traditionnelle (plomberie), l'acide borique a été ou est encore employé en combinaison avec l'alcool dénaturé pour réduire l’oxydation de surface et l’importance de l’oxydation sur les métaux pendant les opérations de métallurgie et de soudure ;
- le mastic au silicone a été fabriqué à l'origine en ajoutant de l'acide borique à de l’huile de silicone. Maintenant le mastic commercialisé sous différents noms de marque contient également des quantités significatives de l’élément silicium (le silicium lié au silicone permet d’augmenter de 20 % l’élasticité du produit) ;
- l'acide borique est couramment utilisé par les pyrotechniciens amateurs pour donner à la flamme une couleur vert clair, et pour empêcher la formation d’amide pendant la réaction entre l'aluminium et les nitrates : un peu d'acide borique est ajouté à la composition pour neutraliser les amides alcalines qui peuvent réagir avec l’aluminium ;
- il est également employé en Inde et à travers le monde pour abattre la poussière sur les terrains de sport[Comment ?], pour diminuer le frottement et pour augmenter la vitesse du jeu au billard indien ;
- comme biocide pour le traitement des eaux de piscines où il fait partie de la composition de la grande majorité des galets de chlore.

### Règlementation
Depuis 2010, sa commercialisation et son emploi sont réglementés en Europe, en faveur de produits alternatifs, en raison de sa classification CMR - reprotoxique, et de son intégration dans le règlement REACH.